# Zoltán Nemere
Zoltán Nemere (20 avril 1942 à Bokod - 6 mai 2001 à Felgyő) est un épéiste hongrois.

## Carrière
Zoltán Nemere est sacré champion olympique par équipe à l'épée en 1964 et 1968.
Champion du monde individuel à l'épée en 1965, il est également champion du monde par équipe à l'épée en 1970 et en 1971, vice-champion du monde par équipe à l'épée en 1969 et médaillé de bronze par équipe à l'épée aux Mondiaux de 1963 et de 1967.